# Clementine
Clementine je moderan muzički plejer otvorenog koda koji predstavlja fork Amarok plejera verzije 1.4 sa nekim prekodiranim delovima zbog bolje podrške za Qt 4.

## Karakteristike
- Pretraga lokalne muzičke biblioteke
- Slušanje Internet radio stanica
- Učitavanje M3U i XSPF lista
- Izmena tagova
- Preuzimanje nedostajućih omota albuma

## Spoljašnje veze
- Zvaničan sajt